# Phyllachora ocoteicola
Phyllachora ocoteicola är en svampart som beskrevs av F. Stevens & Dalbey 1919. Phyllachora ocoteicola ingår i släktet Phyllachora och familjen Phyllachoraceae.   Inga underarter finns listade i Catalogue of Life.